# Tilletia lyei
Tilletia lyei är en svampart som beskrevs av Vánky 2004. Tilletia lyei ingår i släktet Tilletia och familjen Tilletiaceae.   Inga underarter finns listade i Catalogue of Life.